# Miniopterus inflatus
Espèce
Statut de conservation UICN

 LC  : Préoccupation mineure
Miniopterus inflatus est une espèce de chauves-souris de la famille des Miniopteridae. Cette espèce se rencontre principalement dans la partie centrale du continent africain : Cameroun, République démocratique du Congo, République centrafricaine, Rwanda, Kenya.

## Nom vernaculaire
Le nom vernaculaire de Miniopterus inflatus, en France, est Minioptère à couronne ou Grand minioptère.